# Quận Carson, Texas
Quận Carson (tiếng Anh: Carson County) là một quận trong tiểu bang Texas, Hoa Kỳ. Quận lỵ đóng ở thành phố Panhandle6.

## Địa lý
Theo Cục điều tra dân số Hoa Kỳ, quận có tổng diện tích 924 dặm vuông (2.393 km ²), trong đó, 923 dặm vuông (2.391 km ²) là đất và dặm 1 vuông (2 km ²) của nó (0,10%) là diện tích mặt nước.

### Các quận giáp ranh
- Quận Hutchinson (phía bắc)
- Quận Roberts (đông bắc)
- Quận Gray (phía đông)
- Quận Armstrong (phía Nam)
- Quận Potter (tây)
- Quận Moore (phía tây bắc)

## Thông tin nhân khẩu
Theo điều tra dân số 2 năm 2000, quận đã có dân số 6.516 người, 2.470 hộ, và 1.884 gia đình sống trong quận. Mật độ dân số là 7 người trên một dặm vuông (3/km ²). Có 2.815 đơn vị nhà ở với mật độ trung bình là 3 cho mỗi dặm vuông (1/km ²). Cơ cấu dân tộc gồm 93,82% người da trắng, 0,58% da đen hay Mỹ gốc Phi, 1,00% người Mỹ bản xứ, 0,14% người châu Á, 0,02% người đảo Thái Bình Dương, 3,04% từ các chủng tộc khác, và 1,41% từ hai hoặc nhiều chủng tộc. 7,03% dân số là người Hispanic hay Latino thuộc chủng tộc nào.
Có 2.470 hộ, trong đó 35,80% có trẻ em dưới 18 tuổi sống chung với họ, 65,30% là các cặp vợ chồng sống với nhau, 8,10% có chủ hộ là nữ không có mặt chồng, và 23,70% là không lập gia đình. 22,30% của tất cả các hộ gia đình đã được tạo thành từ các cá nhân và 11,30% có người sống một mình 65 tuổi trở lên. Bình quân mỗi hộ là 2,60 và cỡ gia đình trung bình là 3,04.
Trong quận, dân số có độ tuổi như sau 27,90% ở độ tuổi dưới 18, 6,20% 18-24, 26,30% 25-44, 23,90% 45-64, và 15,70% người 65 tuổi trở lên. Tuổi trung bình là 39 năm. Cứ mỗi 100 nữ có 95,80 nam giới. Cứ mỗi 100 nữ 18 tuổi trở lên, đã có 92,20 nam giới.
Thu nhập trung bình cho một hộ gia đình trong quận đã được $ 40.285, và thu nhập trung bình cho một gia đình là $ 47,147. Nam giới có thu nhập trung bình $ 34.271 so với 23.325 $ cho phái nữ. Thu nhập trên đầu cho các quận được $ 19,368. Giới 5,40% gia đình và 7,30% dân số sống dưới mức nghèo khổ, trong đó có 8,90% của những người dưới 18 tuổi và 9,40% có độ tuổi từ 65 trở lên.